# Redwall

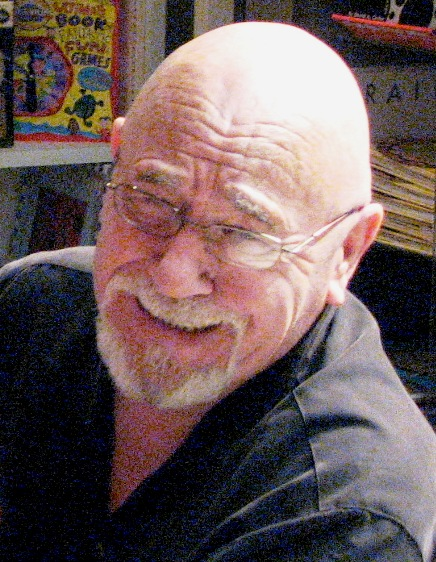
Brian Jacques

Der Redwall-Zyklus des Autors Brian Jacques ist eine Reihe von Fantasyromanen für Kinder und Jugendliche. In englischer Sprache sind bisher 22 Bände erschienen, von denen nur die ersten 9 in deutscher Übersetzung vorliegen. Die Bände 1–6 sind beim Omnibus-Verlag als Taschenbuch erschienen, die Bände 7–9 beim selben Verlag gebunden. Außerdem sind die Bände 1–6 beim Thienemann Verlag gebunden erschienen.
Die Romane spielen in der Abtei Redwall, die nur von anthropomorphen (vermenschlichten) Tieren bewohnt wird. Da ihre geliebte Abtei Redwall jedoch immer wieder von Schurken und Feinden bedroht wird, müssen die Bewohner all ihre Kraft und Schläue aufbieten, um den Bedrohungen Paroli zu bieten. Der Autor verwendet explizit nur Tiere, die auf der englischen Insel vorkommen, wie er in der „Ask Brian“-Kategorie der Redwall-Homepage aussagte. Die Rollen der Bösewichte besetzt er stets mit Tieren, die traditionell einen schlechten Ruf haben oder mit Fleischfressern – Ratten, Wiesel, Hermeline, Frettchen, Füchse, Iltisse, Wildkatzen, Baummarder, Kröten, Warane, Eidechsen, Krähen, Mantelmöwen, Raben und Elstern bedrohen die friedliebenden Wesen, die er aus den Reihen der eher als possierlich und herzig angesehenen Tieren rekrutiert – Mäuse, Dachse, Igel, Eichhörnchen, Otter, Spitzmäuse, Fledermäuse, Spatzen, Maulwürfe und Hasen. Daneben existieren noch einige wenige Tiere, die keiner Seite zuzuordnen sind, und ein paar triebgesteuerte Figuren, von denen man teilweise nicht einmal weiß, ob sie des Sprechens mächtig sind. Zu ihnen zählen der Steinadler Argulor oder der Hecht Sturmflosse aus Mossflower. So vielfältig wie die Tiere sind auch die Sprachen, die in den Redwall-Bänden gesprochen werden: Otter nennen jeden, mit dem sie sprechen, „Kumpel“, Hasen betonen ihre Aussagen mit nachgestelltem „was“, Kröten und Zwergspitzmäuse pressen mehrere Wörter zusammen („Machatot“) und Maulwürfe sprechen einen seltsamen bäurischen Dialekt („Des duat koi Supp seia, Frolleinche“).

## Handlung der verschiedenen Bände

### Liste der Einzelbände
- Redwall – Der Sturm auf die Abtei, 1998, ISBN 3-522-17140-3, Thienemann-Verlag

darin:
- 1. Buch: Die Mauer
- 2. Buch: Die Suche
- 3. Buch: Der Krieger

- Mossflower – In den Fängen der Wildkatze, 1998, ISBN 3-522-17141-1, Thienemann-Verlag

darin:
- 1. Buch: Kotir, die Burg des Schreckens,
- 2. Buch: Am Berg Salamandastron

- Mattimeo – Die Rache des Fuchses, 1998, ISBN 3-522-17142-X, Thienemann-Verlag

darin:
- 1. Buch: Slagar der Grausame,
- 2. Buch: General Eisenschnabel,
- 3. Buch: Lord Malkariss

- Mariel – Das Geheimnis der Glocke, 1999, ISBN 3-522-17252-3, Thienemann-Verlag

darin:
- 1. Buch: Das Geheimnis der Mäusemaid,
- 2. Buch: Der Klang der Glocke

- Salamandastron – Die Jagd nach dem Schatz, 2000, ISBN 3-522-17253-1, Thienemann-Verlag

darin:
- 1. Buch: Von Abenteurern und Ausreißern,
- 2. Buch: Von Kriegern du Ungeheuern,
- 3. Buch: Von Schicksalen und Heimkehrern

- Martin der Krieger – Der Ruf nach Freiheit, 2001, ISBN 3-522-17254-X, Thienemann-Verlag

darin:
- 1. Buch: Der Gefangene und der Tyrann,
- 2. Buch: Die Gaukler und die Talsucher,
- 3. Buch: Die Schlacht um Marschank

- Redwall – In den Fängen des Tyrannen, 2003, ISBN 3-570-12691-9, Omnibus-Verlag

darin
- 1. Buch: Der Traum,
- 2. Buch: Die Perlenkönigin,
- 3. Buch: Südgrünau

- Redwall – Der Kampf der Gefährten, 2003, ISBN 3-570-12692-7, Omnibus-Verlag

darin:
- 1. Buch: Eine wunderbare Freundschaft,
- 2. Buch: Ein Vertrauensbruch,
- 3. Buch: Das Kalkül des Kriegers

- Redwall – Die Geiseln des Kaisers, 2004, ISBN 3-570-12693-5, Omnibus-Verlag

darin:
- 1. Buch: Sechs Tränen für einen Abt,
- 2. Buch: Nach Westen ziehen die Krieger,
- 3. Buch: Wenn Tränen fließen

### Band 1: Redwall – Der Sturm auf die Abtei
Inmitten der grünen Weiten des Mossflower-Walds liegt wie ein rotes Juwel die Abtei von Redwall. Ein großes Fest wird gefeiert, an dem alle mit von der Partie sind: Die gütige Dachsmutter Konstanze, der Mäuseabt Mortimer, der uralte Mausgelehrte Methusalem, der junge Mäuserich und Novize Matthias, der Vormaulwurf sowie die Kirchenmaus-Familie, die in der nahe gelegenen Kirche St. Ninian lebt. Doch als Konstanze und Matthias die Kirchenmäuse nach Hause bringen, erleben sie eine böse Überraschung. Cluny die Geißel, ein böser Ratterich, ist mit seiner schurkischen Horde auf dem Vormarsch und will die Abtei einnehmen. Doch die Redwaller wehren sich unter Führung von Konstanze, Matthias und Basilius. Um die Belagerer zu vertreiben, versucht Matthias das Schwert des Schutzpatrons der Abtei, Martin des Kriegers, zu finden. Eine abenteuerliche Suche, die ihn zu Spatzen und einer riesigen Schlange führt, beginnt.

### Band 2: Mossflower – In den Fängen der Wildkatze
Der zweite Band handelt von der tyrannischen Herrschaft des Wildkaters Verdauga Grünauge und seinen Kindern Gingivere und Zarmina. Zarmina schaltet auf geniale Weise sowohl ihren Vater als auch ihren Bruder aus und tyrannisiert nun allein die Waldbewohner, viel schlimmer als ihr Vater es tat. Doch die wollen das nicht so einfach hinnehmen und entsenden Martin den Krieger (den späteren Schutzpatron der Abtei von Redwall), den Mäusedieb Gonff und den Maulwurf Klein Dinny zum Berg Salamandastron, um den Dachs Keiler der Kämpfer als Verstärkung zu holen. Auf dem Weg dorthin treffen die drei Abenteurer auf Fledermäuse, Kröten, einen Krebs und nicht zuletzt auf ein Schiff voller bösartiger Seeratten.

### Band 3: Mattimeo – Die Rache des Fuchses
Der dritte Band setzt die Handlung des ersten Bands fort. Matthias’ Sohn, Mattimeo, der Einhörnchen-Junge Sam, die Rötelmaus Cynthia und die Kirchenmaus-Zwillinge Tim und Tess werden vom Sklavenhändler-Fuchs Slagar entführt. Dabei treffen sie auf die Dächsin Auma und später auf den Igel Jubel. Natürlich wollen die Redwaller ihre Kleinen zurückhaben. Sie entsenden Matthias, Sams Mutter Jessica und den Hasen Basilius Hirsch Hase, um sie zurückzuholen. Diese treffen dabei auf Orlando, Aumas Vater, Jabez, Jubels Vater, den jungen Otter Lauser und die Spitzmäuse der Guasim (Guerilla-Union aller Spitzmäuse in Mossflower). Die daheim gebliebenen Redwaller haben aber auch allerhand zu tun. Der Rabe General Eisenschnabel und seine Untergebenen machen ihnen das Leben schwer.

### Band 4: Das Geheimnis der Glocke
Der Seerattenkönig Gabuhl der Wilde nimmt Josef den Glockengießer und seine Tochter Mariel wegen einer geheimnisvollen Glocke gefangen. Doch Mariel gelingt die Flucht nach Redwall. Dort findet sie treue Freunde (unter anderem den jungen, kämpferischen Mäuserich Dandin), die mit ihr ausziehen um Josef zu befreien. Währenddessen wird die Abtei von dem einstigen Kameraden Gabuhls, Graufleck, bedroht...

### Band 5: Salamandastron: Die Jagd nach dem Schatz
Das Wiesel Ferahgo bedroht zusammen mit seinem Sohn Klitsch und einer großen Armee die Bergfestung Salamandastron. Der Dachslord Ärdstreifen der Starke, der Herrscher des Berges, weiß sich mit seinen Kampfhasen zu verteidigen, doch die Meute des bösen Wiesels ist nicht zu besiegen. Mara, Ärdstreifens Ziehtochter, ist kurz vor dem Ansturm mit ihrem Hasenfreund Piggel aus dem Berg geflohen und sucht Hilfe. Währenddessen stehlen zwei Deserteure aus Ferahgos Armee das Schwert von Martin dem Krieger aus der Abtei von Redwall. Obendrein bringen sie das berüchtigte Schwarze Grabenfieber in die friedliebende Abtei, welches nur durch Eisfelsblumen aus den Nordbergen geheilt werden kann...

### Band 6: Martin der Krieger
Die Geschichte handelt von Martin dem Krieger, dem Gründer der Abtei Redwall, der den Helden in ihren Träumen erscheint. In diesem Buch wird Martin der Krieger vom Hermelintyrannen Badrang gefangen. Er wird Sklave und muss in Marschank, der Festung Badrangs, arbeiten. Bei der Gefangennahme Martins hatte Badrang Martin das legendäre Schwert von Lukas, Martins Vater, entrissen. Martin schwört Rache. Er organisiert einen Aufstand und die schlecht behandelten Sklaven kämpfen um ihre Freiheit. Diese Freiheit wird allerdings teuer erkauft.

### Band 7: In den Fängen des Tyrannen
Mariel und ihr Freund Dandin sind verschollen. Im Traum erscheint Josef dem Glockengießer, Mariels Vater, Martin der Krieger. Josef macht sich auf den Weg, um seine Tochter zu suchen. Mariel ist in den Fängen des Fuchswolf Tyrannen Nagru urru Urgan. Nach einer gefährlichen Reise kommen auch noch Josef und seine Gefährten an, um zusammen mit den Bewohnern Südgrünaus, die vom Tyrannen unterjocht werden, einen Kampf um die Freiheit zu beginnen.

### Band 8: Der Kampf der Gefährten
Seit vielen Jahren hält der Frettchen-Anführer Nero den Dachslord Sonnenblitz gefangen. Dann aber, mithilfe des Falken Skarlath gelingt Sonnenblitz die Flucht und er zerschlägt im Kampf Neros sechskrallige Klaue. Eines ist ihm und Skarlath nun gewiss: Die Rache Neros, die sie überallhin folgen wird. Als Sonnenblitz zum Stammsitz seiner Urahnen auf dem Breg Salamandastron zieht hefte sich Nero an seine Fersen. Sein Tross zieht auch dicht an Redwall vorbei und beinahe fällt die Abtei der Beutegier der finsteren Gesellen zum Opfer. Die Redwaller wissen sich zu helfen, doch dann wird ihnen ihre Gutmütigkeit beinahe zum Verhängnis. Inzwischen bereiten sich Sonnenblitz und seine Gefährten am Berg Salamandastron auf den entscheidenden Kampf gegen Nero vor.

### Band 9: Die Geiseln des Kaisers
Der wahnsinnige Kaiser Lichterloh Feurio, auch Wahnauge genannt, lässt für ein paar Perlen, die sogenannten Tränen aller Ozeane, Abt Durral kidnappen. Er herrscht über eine Insel, die von allerlei Korsaren und schrecklichen Waranen bewohnt wird. Martin, Sohn von Mattimeo bricht mit Trutz Langbein und anderen auf um Durral zu retten. Währenddessen bemühen sich die Redwaller um ein schweres Rätsel, dass zum Versteck der Perlen führt.

## Charaktere

### Ambrosius Stachel
Ambrosius Stachel ist ein Igel und (in Band 3) der Kellermeister der Abtei. In Band 1 warnt er die Waldbewohner vor Cluny, wobei er verletzt wird. In Band 3 kommt er ebenfalls vor. In Band 9 wird er erwähnt, ist jedoch schon lange tot.

### Basilius Hirsch Hase
Er ist ein gefräßiger, im Kampf jedoch nicht zu unterschätzender Hase. Mit seinem wichtigtuerischen Gehabe kann er einem ziemlich auf den Geist gehen. Einst war er Mitglied einer Gruppe von Hasen, die als Waldläufer die Wälder von Mossflower durchstreifen. Eines Tages begegnet er zufällig Matthias und verspricht, ihm und den Redwallern im Kampf gegen Cluny den Tyrannen beizustehen. So wird er mit der Zeit Matthias’ bester Freund und ein wichtiger Verteidiger Redwalls.
Basilius kommt in den Bänden 1 und 3 vor.

### Cluny der Tyrann
Er ist ein einäugiger, gemeiner Ratterich. Auf seinem Schwanz steckt ein giftiger Stachel, den er je nach Bedarf an- oder ablegen kann. In Band 1 befehligt er den Sturm auf Redwall, wird jedoch zum Schluss von der herabstürzenden Josefsglocke erschlagen.

### Die Familie Kirchenmaus
Die Familie Kirchenmaus, bestehend aus John Kirchenmaus, Frau Kirchenmaus und den Zwillingen Tim und Tess Kirchenmaus, taucht in den Bänden 1 und 3 auf und spielt dort eine nicht unbedeutende Rolle. Am Ende von Band 1 tritt John Kirchenmaus die Nachfolge des getöteten Abteichronisten Methusalem an. In Band 3 werden die Zwillinge Tim und Tess gemeinsam mit Mattimeo, Sam Eichhorn und Cynthia Rötelmaus vom Fuchs Slagar entführt. Am Ende dieses Bands wird Tess sogar die Frau von Mattimeo.

### Die Familie Eichhorn
Sie besteht aus Herrn Eichhorn, Jessica Eichhorn und dem jungen Sam Eichhorn. Auch diese Familie spielt in den Bänden 1 und 3 eine wichtige Rolle. In der Mitte von Band 1 zeigt Sam, der dort als „der stumme Sam“ bekannt ist, weil er nie redet, Matthias, der sich verlaufen hat, den Heimweg nach Redwall. In Band 3 wird Sam dann von Slagar entführt und daher gehört seine Mutter Jessica natürlich auch zum Trupp der Redwaller, der Slagar verfolgt.

### Diverse Äbte und Äbtissinnen
Hier sind alle bekannten Äbte und Äbtissinnen Redwalls chronologisch aufgeführt:
- Äbtissin Germania: Sie ist die Gründerin der Abtei Redwall. Sie kommt in Band 2 vor.
- Äbtissin Miriam: Sie ist die Äbtissin aus Band 8.
- Äbtissin Zaunrübe: Sie wird in Band 8 zur neuen Äbtissin ernannt. Sie ist die Nachfahrin von Gonff, dem Mäusedieb und Gefährten Martins.
- Abt Bernhard: Der Abt aus Band 4. Sein Nachfolger ist Abt Saxtus.
- Abt Saxtus: Er wird am Ende von Band 4 ernannt, wird in Band 5 erwähnt und taucht in der Einleitung zu Band 7 auf.
- Äbtissin Valeria: Die Nachfolgerin von Abt Saxtus. Sie hütet die Abtei Redwall in Band 5.
- Abt Cedric: Vorgänger von Abt Mortimer. Er wird in Band 1 von Methusalem erwähnt.
- Abt Mortimer: Der Abt aus dem ersten Band der Reihe.
- Abt Mordalfus: Er ist der Nachfolger von Abt Mortimer und war früher unter dem Namen Bruder Alf bekannt. Er tritt in Band 1 auf, an dessen Schluss er Abt wird und erscheint dann wieder in Band 3, in dem er Abt ist.
- Abt Durral: Durral ist der Abt aus Band 9. Am Ende von Band 9 ernennt er Stacheline zur Äbtissin.
- Äbtissin Stacheline: Am Ende von Band 9 wird sie zur Äbtissin. Sie ist die erste bekannte Äbtissin, die keine Maus (sondern eine Igelin) ist.

### Kornblume
Kornblume ist die Frau von Matthias und die Mutter von Mattimeo. In Band 3 nimmt General Eisenschnabel sie zusammen mit Baby Rollo Rötelmaus und Frau Kirchenmaus als Geisel.

### Martin der Krieger
Er ist der Held der Bände 2 und 6 und der Beschützer von Redwall. Er ist (unter anderem) auf dem großen Wandteppich abgebildet, den die Abteibewohner hergestellt haben. Als Sohn von Luke dem Krieger wuchs er mit der Erwartung auf, eines Tages selbst ein großer Krieger zu werden. Nach dem Tod seiner Eltern wird er vom Hermelintyrannen Badrang gefangen genommen und versklavt. Nach jahrelanger Sklavenarbeit in Badrangs Festung Marshank wird er wegen Ungehorsams in die Gefängnisgrube geworfen, wo er das Eichhörnchen Felldoh und den kleinen Mäuserich Brome kennenlernt. Mithilfe von Bromes älterer Schwester Rose und deren Begleiter, dem alten Maulwurf Grumm, gelingt Martin, Felldoh und Brome die Flucht. Sie wollen
in Noonvale, der Heimat von Rose und Brome, Verbündete finden, um Badrang zu bekämpfen und die übrigen Sklaven zu befreien. Bald werden Martin, Rose und Grumm von Felldoh und Brome getrennt. Auf dem gefährlichen Weg nach Noonvale verlieben sich Martin und Rose ineinander. Schließlich kehren sie mit einem großen Heer zurück und erstürmen die Festung Marshank, wobei Rose von Badrang getötet wird. Rasend vor Wut tötet Martin seinen Erzfeind Badrang in einem erbitterten Duell und holt sich das Schwert seines Vaters, welches Badrang ihm vor Jahren gestohlen hatte, zurück. Nach dem Tod seiner großen Liebe Rose trennt er sich von seinen Freunden und zieht gen Süden, wo er in Mossflower von der tyrannischen Wildkatze Tsarmina Grünauge wegen des Tragens einer Waffe inhaftiert und sein Schwert von Tsarmina zerstört wird. Im Gefängnis macht er die Bekanntschaft des Mäusediebes Gonff, welcher mit der Zeit Martins bester Freund wird. Nachdem den beiden die Flucht gelingt, stellen sie gemeinsam eine Armee aus Waldbewohnern auf, um die Herrschaft der Wildkatze zu beenden. In einem entscheidenden Duell gelingt es Martin, Tsarmina mit seinem neu geschmiedeten Schwert zu töten und somit Mossflower zu befreien. Nach diesem entscheidenden Sieg hilft er der Äbtissin Germania aus Loamhedge, die Abtei Redwall zu erbauen, wo er den Rest seiner Tage in Frieden verbringt. Nach seinem Tod wird er in einer Gruft unter der großen Halle begraben. Auch nach seinem Tod beschützt Martins Geist die Redwaller in Nöten. So verhilft er später unter anderem Matthias zum Krieger und Retter von Redwall.

### Matthias
In ärmlichen Verhältnissen geboren, findet Matthias als Kind nach dem Tod seiner Eltern Zuflucht in der Abtei Redwall. Er wird von Abt Mortimer aufgezogen und später Novize. Als eine Rattenarmee unter dem Kommando von Cluny dem Tyrannen die Abtei belagert, wird er durch den Geist von Martin dem Krieger dazu ermutigt, Martins legendäres, verschwundenes Schwert zu finden und der neue Krieger von Redwall zu werden. Nach langer Suche findet er das Schwert, enthauptet die Schlange Asmodeus, die das Schwert bewachte, und besiegt schließlich Cluny und seine Armee. Er heiratet Kornblume, die er seit seiner Ankunft in Redwall liebt und zeugt mit ihr einen Sohn namens Mattimeo. Nach Jahren des Friedens werden Mattimeo und andere Kinder aus Redwall vom Fuchs Slagar entführt, der sie als Sklaven an den wahnsinnigen Lord Malkariss in einem fernen Land verkaufen will. Zusammen mit seinem besten Freund Basilius, dem Eichhörnchen Jessica und neuen Freunden gelingt es ihm schließlich, die Kinder zu befreien, wobei auch Slagar getötet wird. Nach der Rückkehr nach Redwall bildet er zusammen mit Basilius und dem Dachslord Orlando, dessen Tochter Auma ebenfalls eine von Slagars Geiseln war, eine neue Generation von Kriegern aus, darunter auch seinen Enkel Martin, den Sohn von Mattimeo und Tess Kirchenmaus.

### Mattimeo
Mattimeo ist der junge Sohn von Matthias. In dem nach ihm benannten Band 3 taucht er auf. Zu Beginn des Bands ist er ein ziemlicher Schlingel, doch nachdem er von dem Fuchs und Sklavenhändler Slagar entführt wird, ändert er sich und beginnt sich wie ein richtiger Krieger zu verhalten.

### Slagar
Slagar resp. Hühnerhund ist einer der ganz üblen Schurken. Seinen ersten Auftritt hat er in Band 1, wo man ihn Hühnerhund nennt und wo er der Sohn der Heilerin Sela ist, die Cluny den Rattentyrann heilen soll, weil die Redwaller ihn von dem Brett gestürzt haben, das er als Brücke zwischen einem hohen Baum und der Mauer Redwalls verwendet hatte. Dort hält er sich für schlauer als seine Mutter, versucht die Redwaller auszurauben, ermordet auf der Flucht den alten Chronisten und Pförtner Methusalem und trifft, nachdem er sich in einem Baumstumpf versteckt hat, den Natternmann Asmodeus. Nachdem er einer Begegnung mit diesem knapp entronnen ist, hat er vor, sich an den Redwallern zu rächen und raubt ihnen, zusammen mit einer Horde aus Wieseln, Hermelinen und anderem Ungeziefer, in Band 3 einige ihrer Kinder. Schließlich drängen Matthias und Orlando Slagar zu einem Brunnen, wo er rückwärts stolpert und hineinstürzt. Somit ist Redwall von Slagar befreit.

### Rose von Noonvale
Rose von Noonvale; auch bekannt als Laterose, taucht in Band 6 als Mitstreiterin und Geliebte von Martin dem Krieger auf. Sie wird als hübsche Häuptlingstochter mit schöner Stimme und gutem Charakter dargestellt und sucht ihren jüngeren Bruder Brome, der von Badrang entführt wurde. Dabei wird sie vom Maulwurf Grum begleitet. Rose und Grum gelingt es schließlich, Martin, Felldoh und Brome aus der Gefängnisgrube in Marshank zu befreien. Durch einen Sturm, der ihr Boot auf der Flucht zerstört, werden Rose, Martin und Grum von Felldoh und Brome getrennt. Sie machen sich auf den Weg nach Noonvale, auf dem allerlei Gefahren lauern. Sie begleitet Martin mit einer großen Armee nach Marshank, um Badrang zu bekämpfen. Während der Schlacht wird sie von Badrang getötet, welcher wiederum von Martin im Duell getötet wird.

### Badrang der Tyrann
Er ist ein bösartiger Hermelintyrann, der früher als Pirat die Meere vor Marshank in Angst und Schrecken versetzte. Nachdem Luke der Krieger erfolglos gegen Badrang in den Kampf zog, nimmt er Martin; Lukes Sohn; das Schwert seines Vaters ab und lässt diesen als Sklaven arbeiten. In der finalen Schlacht um Marshank wird er von Martin dem Krieger getötet.

## Zeichentrickserie
Nach den Büchern wurde 1999 eine Zeichentrickserie mit 39 Folgen produziert. In Deutschland wurden die ersten beiden Staffeln erstmals 2001/02 vom Kinderkanal KI.KA ausgestrahlt, die dritte Staffel folgte 2005. Die ersten beiden Staffeln sind auch auf DVD erschienen.